# Centre national des arts du spectacle (Pékin)
Le Centre national des arts du spectacle, précédemment appelé le Grand Théâtre national (en chinois 国家大剧院), est un bâtiment de Pékin comprenant dans 150 000 m2 une salle d’opéra de 2 416 places, une salle de concert de 2 017 places, et un théâtre de 1 040 places.
Il est couramment appelé de manière un peu abusive l’Opéra de Pékin, ou localement l’Œuf.

## Localisation
Le bâtiment est situé sur l'avenue Chang'an (长安街), en plein centre historique de Pékin, face au parc de Zhongnanhai, immédiatement à l’ouest de la place Tian'anmen (dont il est séparé par le palais de l'Assemblée du peuple) et au sud-ouest de la Cité interdite.

## Architecture
Inauguré le 22 décembre 2007  après six ans de travaux, l'édifice est dessiné par l’architecte français Paul Andreu. Ce dernier fut engagé pour sa conception par le Comité permanent du bureau politique du Parti communiste chinois en 1998.
La structure consiste en un dôme de titane et de verre en forme d’ellipse, évoquant le motif traditionnel du yin et du yang, et entouré d’un lac artificiel qui lui donne l'impression de flotter sur l'eau. On accède à l'entrée principale qui se trouve au nord du bâtiment par l'intermédiaire d'une large esplanade inclinée permettant de pénétrer dans l'édifice en passant sous le lac, grâce à un tunnel de 60 m. Ce tunnel sert de transition entre l'agitation extérieure et le monde de la culture.
La salle elle-même est insérée à l'intérieur de la coque. Celle-ci mesure 212 m de long et est vitrée sur une moitié.
Le coût du projet, de plus de 3 milliards de yuans, ainsi que son design font l'objet d'une vive polémique en Chine,.